# Mierzeja Arabacka
Mierzeja Arabacka (ukr. Арабатська стрілка, ros. Арабатская стрелка, krymskotat. Arabat beli) – piaszczysta mierzeja, oddzielająca Sywasz od Morza Azowskiego, będąca częścią Półwyspu Krymskiego. Administracyjnie jej południowa część należy do okupowanej przez Rosję Republiki Krymu, a północna część do obwodu chersońskiego.
Długość mierzei wynosi 112 km, szerokość od 270 m do 7 km.
Na północy Mierzeja Arabacka oddzielona jest od kontynentu Cieśniną Geniczeską. W północnej, wyżej położonej i szerszej części mierzei znajdują się jeziora Czokraskie i Heniczeskie.
Wzdłuż mierzei przebiega szlak komunikacyjny, łączący Geniczesk z Półwyspem Kerczeńskim.